# Diocesi di Bruzo
La diocesi di Bruzo (in latino: Dioecesis Bruzena) è una sede soppressa del patriarcato di Costantinopoli e una sede titolare della Chiesa cattolica.

## Storia
Bruzo, identificabile con Karasandïklï nell'odierna Turchia, è un'antica sede episcopale della provincia romana della Frigia Salutare nella diocesi civile di Asia. Faceva parte del patriarcato di Costantinopoli ed era suffraganea dell'arcidiocesi di Sinnada.
La diocesi è documentata nelle Notitiae Episcopatuum del patriarcato di Costantinopoli fino al XII secolo.
Sono solo due i vescovi conosciuti di questa diocesi. Al concilio di Calcedonia del 451 il metropolita Mariniano di Sinnada firmò gli atti al posto del vescovo assente, Aussanone. Macedonio, anche se assente nelle liste delle presenze del sinodo di Costantinopoli del 536 convocato dal patriarca Mena, sottoscrisse la condanna di Antimo I e quella di Severo di Antiochia.
Dal 1933 Bruzo è annoverata tra le sedi vescovili titolari della Chiesa cattolica; la sede è vacante dal 20 agosto 1969.

## Cronotassi

### Vescovi greci
- Aussanone † (menzionato nel 451)
- Macedonio † (menzionato nel 536)

### Vescovi titolari
- Josip Pavlišić † (13 dicembre 1951 - 20 agosto 1969 nominato arcivescovo coadiutore di Fiume-Segna)